# 趙宥晶
趙宥晶（韓語：조유정，1999年09月17日—），韓國女演員。

## 演出作品

### 劇集
| 年份 | 播放平台 | 劇名                                 | 角色   | 備註  |
| 2018 | SBS      | 《雖然30但仍17》                     | 李莉安 | 配角  |
| 2019 | KBS2     | 《讓我聆聽你的歌》                   | 劉珍妮 | 配角  |
| 2019 | NETFLIX  | 《喜歡的話請響鈴》                   | 季風   | [ 4 ] |
| 2019 | KBS2     | 《愛情是Beautiful，人生是Wonderful》 | 金妍雅 | 配角  |
| 2020 | tvN      | 《青春紀錄》                         | 袁海娜 | 配角  |
| 2021 | TVING    | 《成人練習生》                       | 宥拉   | 主演  |
| 2022 | WATCHA   | 《離別的食譜》                       | 申如真 | 配角  |
| 2025 | NETFLIX  | 《弱美男英雄Class 2》                | 鄭希珍 |       |

### 電影
| 年份 | 片名                               | 角色   | 性質 | 備註  |
| 2025 | 《今夜，就算這份愛戀從世界上消失》 | 崔智敏 | 配角 | [ 9 ] |

## 外部連結
- 官方网站
- 趙宥晶的Instagram帳戶
- 趙宥晶在NAVER上的资料
- 趙宥晶在Daum上的资料
- 趙宥晶在互联网电影资料库（IMDb）上的資料（英文）
- 趙宥晶在HanCinema的頁面（英文）